# Jiangxi International Women's Tennis Open 2017 - Qualificazioni singolare
Le qualificazioni del singolare femminile del Jiangxi International Women's Tennis Open 2017 sono state un torneo di tennis preliminare per accedere alla fase finale della manifestazione. Le vincitrici dell'ultimo turno sono entrate di diritto nel tabellone principale. In caso di ritiro di una o più giocatrici aventi diritto a queste sono subentrati le lucky loser, ossia le giocatrici che hanno perso nell'ultimo turno ma che avevano una classifica più alta rispetto alle altre partecipanti che avevano comunque perso nel turno finale.

## Teste di serie
1. Peangtarn Plipuech (ultimo turno, Lucky loser)
2. Eri Hozumi (qualificata)
3. Gao Xinyu (Spostata nel tabellone principale)
4. Jacqueline Cako (ultimo turno)
5. Ksenia Lykina (primo turno)
6. Riko Sawayanagi (primo turno)
7. Ayano Shimizu (primo turno)

1. Junri Namigata (ultimo turno)
2. Shiho Akita (primo turno, ritirata)
3. Tara Moore (primo turno)
4. Shūko Aoyama (ultimo turno)
5. Xun Fangying (qualificata)
6. Lu Jingjing (qualificata)

## Qualificate
1. Xun Fangying
2. Eri Hozumi
3. Lu Jingjing

1. Harriet Dart
2. Kang Jiaqi
3. You Xiaodi

### Lucky Loser
1. Peangtarn Plipuech

## Tabellone

### Legenda
| - Q = Qualificato - WC = Wild card - LL = Lucky loser | - ALT = Alternate - SE = Special Exempt - PR = Protected Ranking | - w/o = Walkover - r = Ritirato - d = Squalificato |

### Sezione 1
|  | Primo turno | Primo turno        | Primo turno        | Primo turno | Primo turno |  |  | Ultimo turno | Ultimo turno       | Ultimo turno | Ultimo turno | Ultimo turno |  |
|  |             |                    |                    |             |             |  |  |              |                    |              |              |              |  |
|  | 1           | Peangtarn Plipuech | Peangtarn Plipuech | 6           | 7           |  |  |              |                    |              |              |              |  |
|  | WC          | Zhang Ying         | Zhang Ying         | 4           | 62          |  |  | 1            | Peangtarn Plipuech | 3            | 6            | 3            |  |
|  |             | Yuuki Tanaka       | Yuuki Tanaka       | 4           | 5           |  |  | 12           | Xun Fangying       | 6            | 3            | 6            |  |
|  | 12          | Xun Fangying       | Xun Fangying       | 6           | 7           |  |  |              |                    |              |              |              |  |

### Sezione 2
|  | Primo turno | Primo turno    | Primo turno    | Primo turno | Primo turno |  |  | Ultimo turno | Ultimo turno   | Ultimo turno | Ultimo turno | Ultimo turno |  |
|  |             |                |                |             |             |  |  |              |                |              |              |              |  |
|  | 2           | Eri Hozumi     | Eri Hozumi     | 6           | 6           |  |  |              |                |              |              |              |  |
|  | Alt         | Ye Qiuyu       | Ye Qiuyu       | 0           | 1           |  |  | 2            | Eri Hozumi     | 6            | 65           | 6            |  |
|  |             | Sun Xuliu      | Sun Xuliu      | 3           | 0           |  |  | 8            | Junri Namigata | 2            | 7            | 4            |  |
|  | 8           | Junri Namigata | Junri Namigata | 6           | 6           |  |  |              |                |              |              |              |  |

### Sezione 3
|  | Primo turno | Primo turno  | Primo turno  | Primo turno | Primo turno |  |  | Ultimo turno | Ultimo turno | Ultimo turno | Ultimo turno | Ultimo turno |  |
|  |             |              |              |             |             |  |  |              |              |              |              |              |  |
|  | 13          | Lu Jingjing  | Lu Jingjing  | 6           | 6           |  |  |              |              |              |              |              |  |
|  |             | Liu Chang    | Liu Chang    | 2           | 2           |  |  | 13           | Lu Jingjing  | Lu Jingjing  | 6            | 6            |  |
|  |             | Lu Jiaxi     | Lu Jiaxi     | 3           | 2           |  |  | 11           | Shūko Aoyama | Shūko Aoyama | 3            | 0            |  |
|  | 11          | Shūko Aoyama | Shūko Aoyama | 6           | 6           |  |  |              |              |              |              |              |  |

### Sezione 4
|  | Primo turno | Primo turno     | Primo turno     | Primo turno | Primo turno |  |  | Ultimo turno | Ultimo turno    | Ultimo turno | Ultimo turno | Ultimo turno |  |
|  |             |                 |                 |             |             |  |  |              |                 |              |              |              |  |
|  | 4           | Jacqueline Cako | Jacqueline Cako | 6           | 6           |  |  |              |                 |              |              |              |  |
|  |             | Makoto Ninomiya | Makoto Ninomiya | 3           | 2           |  |  | 4            | Jacqueline Cako | 6            | 4            | 2            |  |
|  |             | Harriet Dart    | 7               | 3           |             |  |  |              | Harriet Dart    | 2            | 6            | 6            |  |
|  | 9           | Shiho Akita     | 5               | 2           | r           |  |  |              |                 |              |              |              |  |

### Sezione 5
|  | Primo turno | Primo turno   | Primo turno | Primo turno | Primo turno |  |  | Ultimo turno | Ultimo turno | Ultimo turno | Ultimo turno | Ultimo turno |  |
|  |             |               |             |             |             |  |  |              |              |              |              |              |  |
|  | 5           | Ksenia Lykina | 6           | 3           | 5           |  |  |              |              |              |              |              |  |
|  |             | Guo Hanyu     | 2           | 6           | 7           |  |  |              | Guo Hanyu    | 6            | 6(1)         | 4            |  |
|  |             | Kang Jiaqi    | 6           | 0           | 6           |  |  |              | Kang Jiaqi   | 3            | 7            | 6            |  |
|  | 10          | Tara Moore    | 4           | 6           | 3           |  |  |              |              |              |              |              |  |

### Sezione 6
|  | Primo turno | Primo turno            | Primo turno            | Primo turno | Primo turno |  |  | Ultimo turno | Ultimo turno           | Ultimo turno           | Ultimo turno | Ultimo turno |  |
|  |             |                        |                        |             |             |  |  |              |                        |                        |              |              |  |
|  | 6           | Riko Sawayanagi        | 6                      | 2           | 1           |  |  |              |                        |                        |              |              |  |
|  |             | You Xiaodi             | 3                      | 6           | 6           |  |  |              | You Xiaodi             | You Xiaodi             | 6            | 7            |  |
|  |             | Nicha Lertpitaksinchai | Nicha Lertpitaksinchai | 6           | 6           |  |  |              | Nicha Lertpitaksinchai | Nicha Lertpitaksinchai | 1            | 5            |  |
|  | 7           | Ayano Shimizu          | Ayano Shimizu          | 4           | 2           |  |  |              |                        |                        |              |              |  |